# Кракор
Кракор (Drymodes) — рід горобцеподібних птахів родини тоутоваєвих (Petroicidae). Представники цього роду мешкають в Австралії, Новій Гвінеї та на островах Ару.

## Систематика
Рід Кракор входить до монотипової підродини Кракорні (Drymodinae). Деякий час до цієї підродини включали рід Чиркач (Amalocichla), однак після проведення філогенетичних досліджень його було виокремлено в окрему монотипову підродину Чиркачні (Amalocichlinae)..

## Види
Традиційно виділяли два види роду Кракор, однак після молекулярних досліджень 2011 року папуанський підвид північного кракора був виділений як окремий вид. Він був визнаний 2015 року.
Міжнародна спілка орнітологів визнає три види:
- Кракор південний (Drymodes brunneopygia)
- Кракор північний (Drymodes superciliaris)
- Кракор папуанський (Drymodes beccarii)

## Етимологія
Наукова назва роду Drymodes походить від дав.-гр. δρυμωδης — з лісу.